# Frogner (Lillestrøm)
Frogner is een plaats in de Noorse gemeente Lillestrøm, fylke Akershus. Frogner telt 1143 inwoners (2007) en heeft een oppervlakte van 0,75 km².

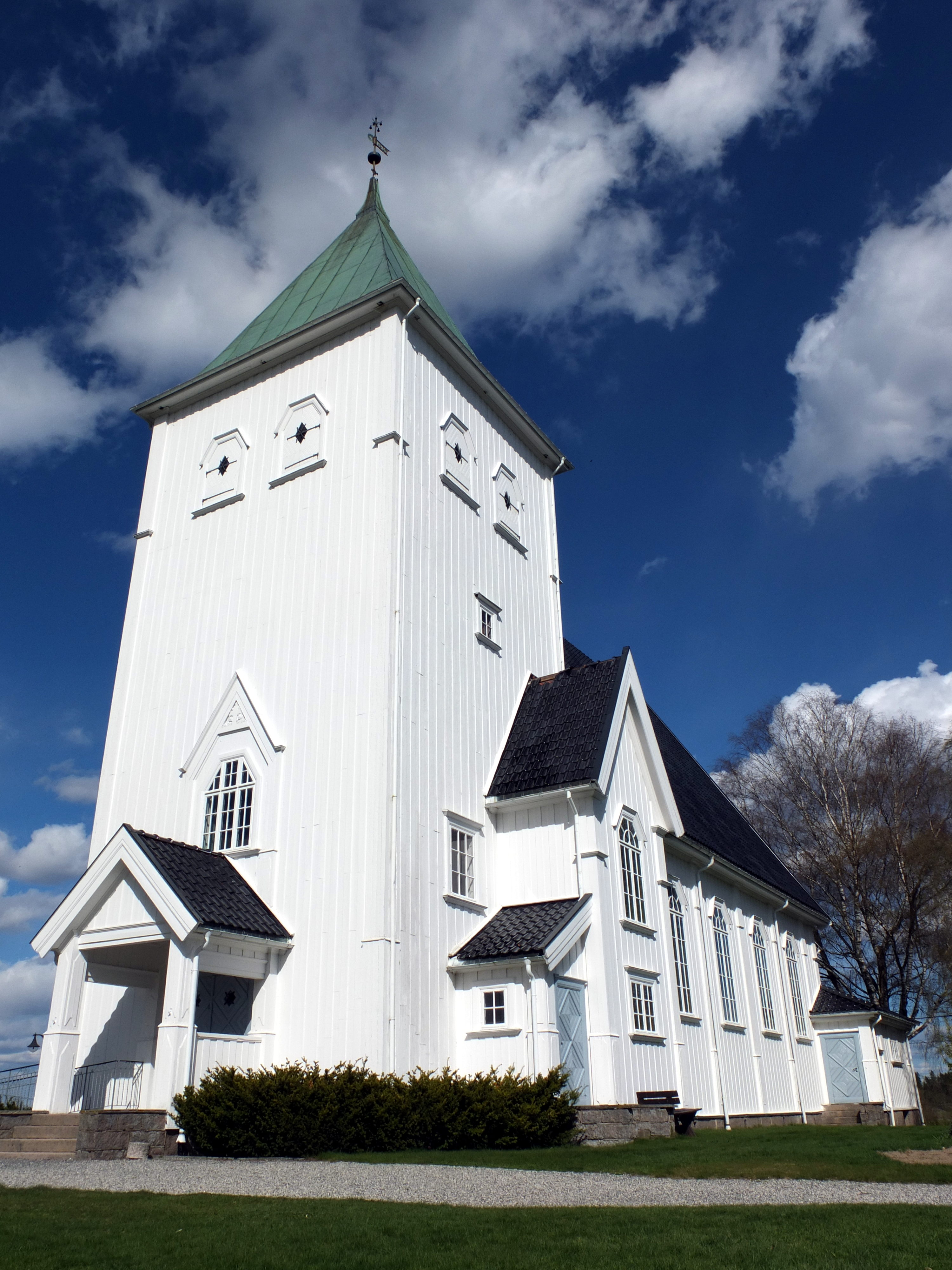
de nieuwe kerk

Het dorp heeft een middeleeuwse kerk uit de 12e eeuw, gebouwd van granietblokken. In 1925 werd een nieuwe, houten, kerk gebouwd.
Frogner ligt aan de spoorlijn tussen Oslo en Eidsvoll. Vanaf het station rijden stoptreinen richting Oslo en Drammen en Eidsvoll.